# Cymbaloporella
Cymbaloporella es un género de foraminífero bentónico de la subfamilia Cymbaloporinae, de la familia Cymbaloporidae, de la superfamilia Planorbulinoidea, del suborden Rotaliina y del orden Rotaliida. Su especie tipo es Cymbalopora tabellaeformis. Su rango cronoestratigráfico abarca el Holoceno.

## Clasificación
Cymbaloporella incluye a las siguientes especies:
- Cymbaloporella tabellaeformis
  - Cymbaloporella tabellaeformis pagoensis
  - Cymbaloporella tabellaeformis philippensis

Otra especie considerada en Cymbaloporella es:
- Cymbaloporella lata, de posición genérica incierta